# Katharina Sieverdingová

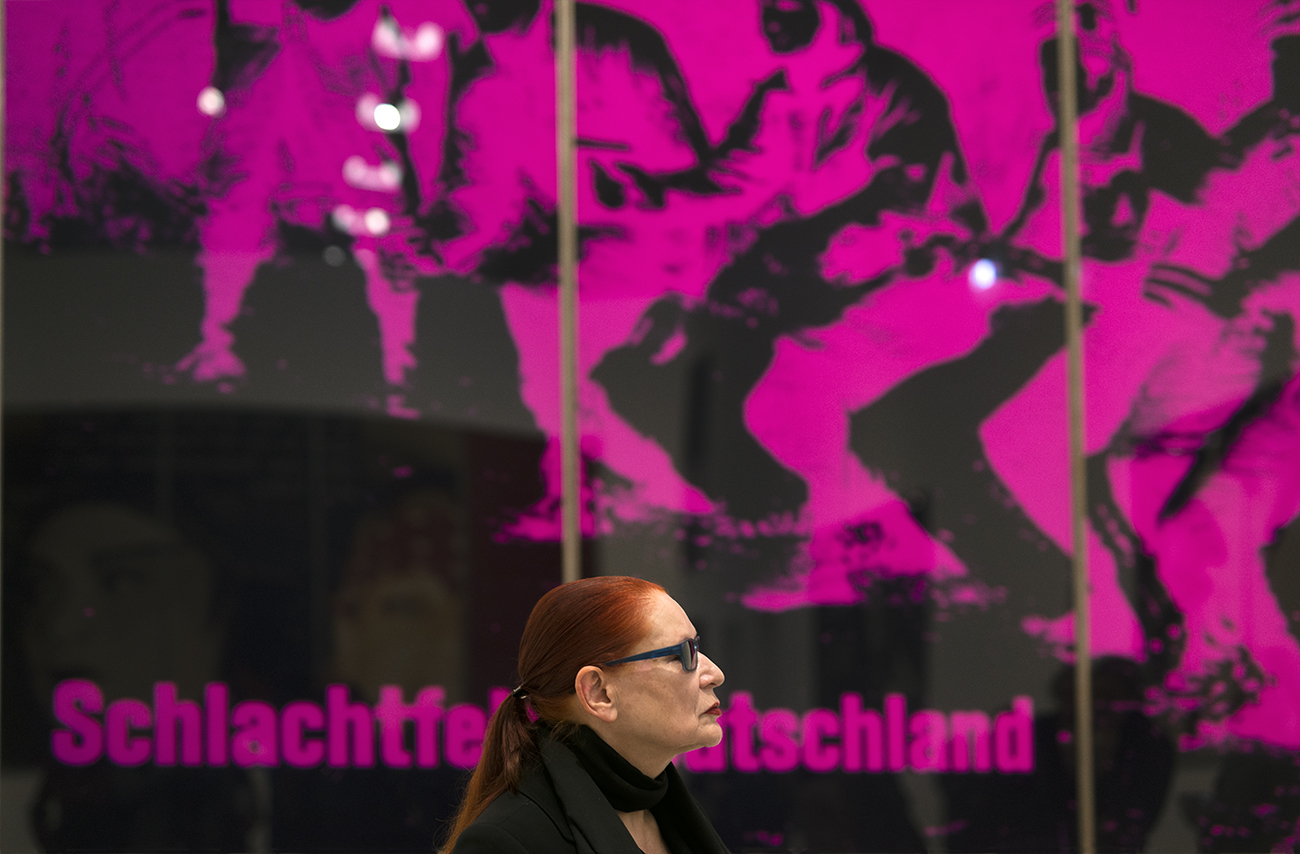
Výstava Kunst und Kapitel, Bundeskunsthalle, Bonn

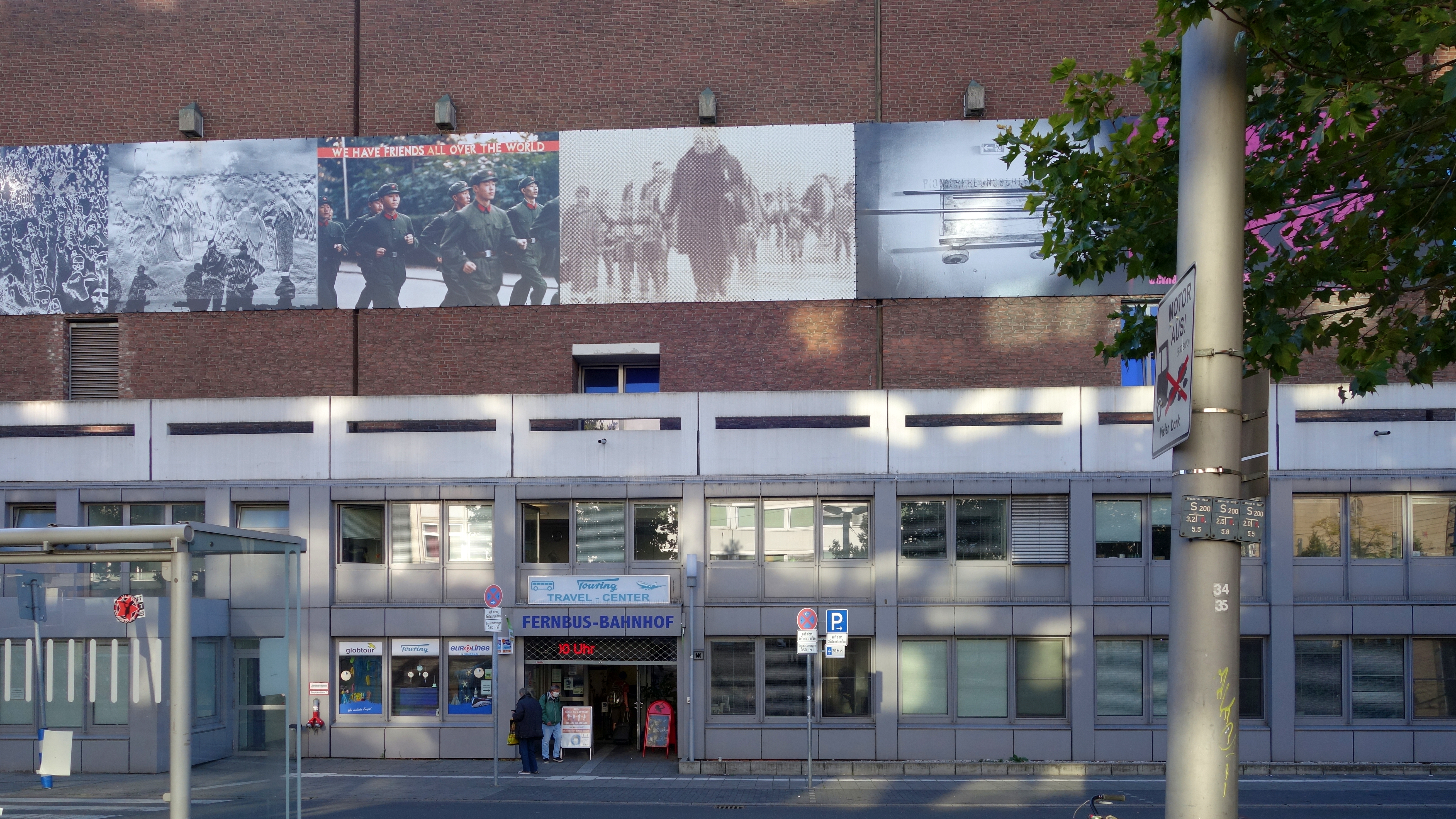
Autobusové nádraží Düsseldorf, 2020

Katharina Sieverdingová (nepřechýleně Katharina Sieverding; * 16. listopadu 1941, Praha) je německá a vysokoškolská učitelka a fotografka známá svými autoportréty. Sieverdingová žije a pracuje v Berlíně a Düsseldorfu. Je emeritní profesorkou na Universität der Künste v Berlíně.

## Životopis
Sieverdingová se narodila v Praze, v době Protektorátu Čechy a Morava, německým rodičům. Vyrostla v regionu Porúří. Začala studovat umění na Kunstakademie Düsseldorf v roce 1964. Studovala scénografii společně s Georgem Klusemannem a Jörgem Immendorffem pod vedením Tea Otta, ale později v roce 1967 se připojila ke třídě sochařství, kterou učil Joseph Beuys. Mezi její spolužáky patřili Blinky Palermo a Imi Knoebel. V letech 1971 až 1974 byla součástí filmové třídy na Kunstakademii. V roce 1976 se zúčastnila samostatného studijního programu v Muzeu amerického umění Whitneyové.

## Dílo
Díla autorky se skládají z autoportrétů a většina z nich má abstraktní kvalitu. Využívá techniky siluety, kontrastu a extrémního pohledu zblízka, aby fotografiemi více odhalovala sama sebe. Všechny tisky v jedné sérii z roku 1969 zabarvila do sytě šarlatové a u další si namalovala obličej zlatou barvou.  Její práce často činí prohlášení o společnosti a jednotlivci, například ukazuje důvěru v sebe sama a odstup od ostatních. Často spojuje více portrétů do jednoho. Každý portrét vyplňuje rám způsobem, který ukazuje přítomnost já.
Maton (1969–1972), jedna z prvních fotografických sérií, obsahuje kompozitní portréty umělkyně inscenované ve fotoautomatu. Tyto portréty se znovu objevují v sérii šestnácti nadživotních fotografií Sieverdingové ve Stauffenberg-Blocku z roku 1969, jejichž název odkazuje na německého důstojníka Clause Schenka von Stauffenberga, který se v roce 1944 neúspěšně pokusil zavraždit Adolfa Hitlera Při postupném pohledu zůstávají výrazy tváří nehybné – ústa zavřená, bez úsměvu, oči mírně nakloněné nahoru. Sieverdingová při experimentu s médiem bromostříbrných želatinových originálů použila červený filtr k zabarvení snímků. V 56dílné sérii Die Sonne um Mitternacht schauen (Dívat se o půlnoci do slunce, 1973) ukazuje jednotlivé portréty své tváře namalované třpytivým zlatým prachem. Další dílo, Motorkamera (1973/1974), sestává z 336 jednotlivých černobílých portrétů Sieverdingové a jejího partnera Klause Mettiga v sérii intimních pozic. Toto je výchozí bod pro další klíčovou sérii z tohoto období, Transformer (1973), která obsahuje velkoformátové projekce mnohovrstevných androgynních portrétů. Pozdější rozsáhlá multimediální instalace Untitled (Ultramarine, 1993) je sérií osmi autoportrétů, z nichž každý má tři části, spojené vertikálním pruhem pigmentu elektrické modré.
Od roku 1975 Sieverdingová spolu s Mettigem také prostřednictvím svých fotografií činí politická prohlášení, na nichž jsou základem německé i americké dějiny. V letech 1976–1978 umělkyně cestovala do Číny a Ameriky a shromažďovala vizuální propagandu, aby dále prozkoumávala symbolickou komunikaci, která je ve hře v masově prodávaných obrazech a textu. Jedním z příkladů je monumentální čtyřdílná fotografie IX, pořízená na střeše New Yorku během ročního pobytu Sieverdingové ve městě v roce 1977. Na této fotografii je Sieverdingová zahalena do černé barvy, jedna ruka svírá sklenici a druhá je umístěna na její hlavě. S odkazem na notoricky známý výpadek v New Yorku v letní noci 13. července 1977 jsou na jejím obličeji vytištěna slova "THE GREAT WHITE WAY GOES BLACK" („VELKÁ BÍLÁ CESTA ZČERNÁ“).
Její práce často vyvolala debaty o současné společnosti, politice, společenských a kulturních otázkách. Příkladem jsou její plakátové instalace Deutschland wird Deutscher z roku 1993, které realizovala ve spolupráci s Klausem Biesenbachem, a Die Pleite z roku 2005 ve Velkém Berlíně. V roce 1992 byla Sieverdingová pověřena navržením památníku pronásledovaným poslancům ve Výmarské republice. Je vystaven v budově Říšského sněmu v Berlíně. V roce 1995 zorganizovala cyklus přednášek „Nevadí devadesátá léta“ spolu s Klausem Biesenbachem, který v letech 1993 až 1998 u Kathariny Sieverdingové studoval freie Kunst na HDK (Berlínská univerzita umění).
Jako hostující profesorka na Čínské akademii umění v Hangzhou / Šanghai produkovala Sieverdingová film Shanghai (2002–2003). Film sestávající ze dvou pětiminutových smyček dokumentuje pouliční život ve městě a okolí.

### Významné fotografie
- Velká bílá cesta zčerná
- Stauffenbergův blok
- Motorkamera
- XVII
- Die Sonne um Mitternacht schauen
- Bez názvu (Ultramarine)
- Maton

### Filmy
- Život smrt
- Peking, Yanan, Xian, Luoyang
- Shanghai

## Velké výstavy
Sieverdingová se zúčastnila výstav dokumenta 5 v roce 1972, documenta 6 v roce 1977 a documenta 7 v roce 1982, Kassel, a v roce 1997 vystavovala v německém pavilonu na Benátském bienále. Její samostatné výstavy zahrnují: Deutsche Guggenheim, Berlín (1998); Muzeum Stedelijk, Amsterdam (1998); Kunstsammlung NRW, Düsseldorf (1997–1998); Kunst-Werke Institute for Contemporary Art, Berlín (1993); Neue Nationalgalerie, Berlín (1992). Kolektivní výstava: „Objectivités – La photographie à Düsseldorf“ – Musée d'Art Moderne de la Ville de Paris (2008) C Les Rencontres d'Arles, Francie (2010). Ve Spojených státech byla její díla vystavena v Guggenheimovo muzeu v New Yorku; Muzeum Andyho Warhola, Pittsburgh; Dallas Museum of Art, Dallas; Walker Art Center, Minneapolis; a ICA, Boston. V letech 2004 a 2005 představily newyorské MoMA PS1 a Kunst-Werke Berlin rozsáhlý přehled její práce. 